# Дмитриева, Маргарита Степановна
Маргарита Степановна Дмитриева (24 сентября 1927, Минусинск, Сибирский край, РСФСР, СССР — 19 ноября 2014, Одесса, Украина) — советский и украинский философ, профессор.

## Биография
Родилась 24 сентября 1927 года в городе Минусинске Красноярского края.
В 1949 году окончила филологический факультет Краснодарского педагогического института, а в 1952 году — аспирантуру Московского государственного университета
В 1953 году защитила диссертацию «Вопросы классификации выводов в трудах российских логики XIX века» и получила научную степень кандидата философских наук. В 1990 году в Московском государственном педагогическом институте им. В. И. Ленина защитила докторскую диссертацию «Социальное управление в социалистическом обществе». Присвоено учёное звание профессора.
В 1953–1978 годах работала в высших учебных заведениях Новосибирска, Кишинёва. С 1978 года — доцентом, профессором кафедры политической истории и философии Одесского государственного педагогического института имени К. Д. Ушинского. В 1992–2013 годах была профессором кафедры философии и социологии Южноукраинского национального педагогического университета имени К. Д. Ушинского.
Была членом двух специализированных учёных советов по защите диссертаций по специальностям «диалектика и методология», «социальная философия и философия истории» (в Южноукраинском педагогическом университете имени К. Д. Ушинского и Одесском национальном университете имени И. И. Мечникова).
Скончалась 19 ноября 2014 года в Одессе.

## Научная деятельность
Научные интересы и направления исследовательской деятельности: комплексное исследование управления и самоорганизации в социуме, методологическая разработка и применение деятельностного подхода, рефлексия над инновациями в науке, образовании и менеджменте, в последние годы — синергетическая проблематика.
Инициатор и автор методических разработок по программированному контролю оценки знаний студентов, улучшению учебного процесса на всех уровнях: подготовка лекций, совершенствование учебных планов, разработка модели специалиста. Составитель программ спецкурсов «Введение в специальность и научные основы умственного труда студентов», «Управление в деятельности учителя», а также модели специалиста «Философ в школе».
Автор более 200 опубликованных работ. Подготовила 1 доктора и 19 кандидатов наук.

## Труды
- Управление учебным процессом в высшей школе /М. С. Дмитриева. – Новосибирск: НЭТИ, 1971. – 180 с.
- Историческое сознание общества и подготовка учителя истории / М. С. Дмитриева.// Повышение эффективности подготовки учителей истории без отрыва от производства: Сборник докладов и сообщений Всесоюзной научно-методической конференции.  – Одесса, 1992. –  С. 78 - 84.
- Самосознание в деятельности субъекта истории / М. С. Дмитриева.// Філософія. Менталітет. Освіта: Матеріали міжнародної науково - теоретичної конференції. –  Одеса, 1995. –  С. 56 - 58.
- Введение в специальность менеджера : учебник / М. С. Дмитриева, А. А. Дмитриев. – Одесса : Консалтинг, 1996. – 162 с.
- Рожденный веком на века / М. С. Дмитриева // Перспективи. – 2011. – № 2 (48). – С. 205 - 210.
- Отклик на зов времени: М. Н. Верников / М. С. Дмитриева. // Посвящения Марату : сборник статей / Одесский национальный университет им. И.И. Мечникова,– Одесса : Печатный дом, 2012. – С. 22 - 27.
- Институционализация в ракурсе социальной философии и социологии / М. С. Дмитриева// Наукове пізнання: Методологія та технологія. – 2014. – № 1 (32). – С. 56 – 62.

## Награды
- Медали «За доблестный труд, в ознаменование 100-летия со дня рождения Владимира Ильича Ленина», «Ветеран труда».